# Порубежье
Порубежье — деревня в Сямженском районе Вологодской области.
Входит в состав Житьёвского сельского поселения, с точки зрения административно-территориального деления — в Филинский сельсовет.
Расстояние до районного центра Сямжи по автодороге — 32 км, до центра муниципального образования Житьёва по прямой — 14 км. Ближайшие населённые пункты — 47 км, Бабино, Корниловская.
По данным переписи в 2002 году постоянного населения не было.